# 寡雄腐霉
寡雄腐霉（学名：Pythium oligandrum）是腐霉科腐霉属的一种微生物，也代表了真菌海藻類的分界線。菌絲能夠以侵入真菌細胞(黴菌及酵母菌)的內部，吸收並消耗其生長營養物質，達到殺滅病原真菌的效果。寡雄腐霉分泌的酶類物質也會產生一種不適合真菌生存的環境，如同一層防護膜。